# Distrito de Silacayoapam
El distrito de Silacayoapam o distrito de Silacayoapan es uno de los 30 distritos que conforman al estado mexicano de Oaxaca, y uno de los siete en que se divide la región mixteca. Está conformado 234 localidades repartidas entre 19 municipios.

## Municipios
| Código INEGI | Municipio                      | Cabecera                       |
| ------------ | ------------------------------ | ------------------------------ |
| 011          | Calihualá                      | Calihualá                      |
| 034          | Guadalupe de Ramírez           | Guadalupe de Ramírez           |
| 065          | Ixpantepec Nieves              | Ixpantepec Nieves              |
| 081          | San Agustín Atenango           | San Agustín Atenango           |
| 099          | San Andrés Tepetlapa           | San Andrés Tepetlapa           |
| 152          | San Francisco Tlapancingo      | San Francisco Tlapancingo      |
| 183          | San Juan Bautista Tlachichilco | San Juan Bautista Tlachichilco |
| 186          | San Juan Cieneguilla           | San Juan Cieneguilla           |
| 199          | San Juan Ihualtepec            | San Juan Ihualtepec            |
| 230          | San Lorenzo Victoria           | San Lorenzo Victoria           |
| 251          | San Mateo Nejápam              | San Mateo Nejápam              |
| 259          | San Miguel Ahuehuetitlán       | San Miguel Ahuehuetitlán       |
| 290          | San Nicolás Hidalgo            | San Nicolás Hidalgo            |
| 376          | Santa Cruz de Bravo            | Santa Cruz de Bravo            |
| 461          | Santiago del Río               | Santiago del Río               |
| 484          | Santiago Tamazola              | Santiago Tamazola              |
| 501          | Santiago Yucuyachi             | Santiago Yucuyachi             |
| 537          | Silacayoápam                   | Silacayoápam                   |
| 567          | Zapotitlán Lagunas             | Zapotitlán Lagunas             |

## Demografía
En el distrito habitan 32 802 personas, que representan el 0.86% de la población del estado. De ellos 7030 personas hablan alguna lengua indígena.